# SeventyEight
SeventyEight é uma dupla sueca de produção e composição musical formada por Jakob Hazell e Svante Halldin com base em Estocolmo, Suécia.
A equipe é responsável pela coprodução da faixa "Euphoria", da cantora conterrânea Loreen, que representou a Suécia no e foi a vencedora do Festival Eurovisão da Canção de 2012 com 372 pontos. A canção veio a atingir o topo das tabelas musicais de doze territórios europeus: Alemanha, Áustria, Bélgica (região de Flandres), Dinamarca, Eslováquia, Finlândia, Hungria, Irlanda, Noruega, Polônia, Suécia e Suíça. SeventyEight também cocompôs e produziu as faixas da estoniana Kerli "Zero Gravity" e "The Lucky Ones", que atingiram os números seis e um, respectivamente, na lista Hot Dance Club Songs dos Estados Unidos.